# きんきゅうしゅつどう隊 OSO
『きんきゅうしゅつどう隊 OSO』(Special Agent Oso)は、『ディズニージュニア』（ディズニー・チャンネルの朝の放送枠の方で期間限定でときどき放送、また専門局においては2013年10月5日から土日限定で放送開始）内のアニメ番組（エデュテイションと称される知育番組）。
オリジナルは2009年4月4日から放送が開始された。

## 登場人物

### きんきゅうしゅつどう隊
OSO（オーソー）
声:ショーン・アスティン(Sean Astin)/吹き替え:萩道彦
熊のぬいぐるみ（ちなみにOSOとはスペイン語で「熊」の意である）。一人称は「ボク」。
目の周り・耳・手首・尻尾は緑色、また体色は黄色である。
口癖は、「これも計画のうちさ。一応ね」である。
日々訓練を欠かさないが、訓練中は散漫気味で、ウルフィーやドッティーの指示をあまり集中しては聞いておらず、一旦は必ず失敗する。
しかしその直後に、Mr.ドスからの任務指令を受け、訓練を打ち切ってゲストキャラの家に向かい、任務（＝彼らからの依頼）に取りかかるが、そこでも彼らに逆にたしなめられてしまう。それでも、OSOはやりかけの訓練中にウルフィー等がどういう指示をしたかを突然思い出す。そして、「指示で何をすべきか」をよりどころにしてゲストキャラの依頼を完遂し、その後訓練を再開する。
なお、与えられた任務は番組の趣旨（子供たちを中心とする視聴者に、どのようにして種々のことを成し遂げるか、またその際の順番がどうであるかを伝えるのが目的）により、失敗しないことになっている。
ED字幕においては「OSO」ではなく「オーソー」と片仮名表記である。
ポーパイロット(Paw Pilot)
声:ミーガン・ストレンジ(Meghan Strange)/吹き替え:徳永愛（第1時節期部）→木村聡子（第2時節期部）
OSO着用のチョッキの右胸部分に付いている小型液晶画面の中にいる少女。（あまり使われないが）一人称は「あたし」。
名前の由来は、その液晶画面の外枠が猫の肉球に似ていることから来ている。
頭部しか存在しないが、そのために挿入歌中は自由に飛び回ることができ、毎回バラエティーに富んだ演出がなされている。
OSOに任務の開始及び終了を伝える際に、必ず挿入歌が2曲入る（その2曲の旋律はほぼ同じ）。
1曲目の挿入歌中で、彼女は毎回OSOに3段階で任務を遂行するように歌いながら伝える。
OSOから任務名を聞かれたときには、「♪今日の任務のコードネーム」とメロディー付きで歌い（但し第25話からで、第1～24話では単に語りかけるだけ）、その直後に任務内容と関連のある挿入歌（上記とは別物）が入る。この歌の終了時に、彼女は（ごく稀だが）「ヤー！」とかけ声のようなものをあげたりウインクをしたりすることがある。
各任務の第3段階においては、ほとんど毎回「○○（＝ゲストキャラの兄弟・親など）が来るまであと※※秒よ。急いでOSO!」などと言ってOSOに檄を飛ばす。この「※※秒」という制限時間はエピソードによって変動する。
OSOがワーリーに放っぽり出された直後に「ジェットパック・スイッチオン！」と叫び、彼を救う描写が時々ある。
後述のとおり、第56話で彼女はOSOのパートナーを解任されるが、当エピソードが最終回扱いなので、次の第57話にはいつも通り。
ED字幕が流れているときには、ポーパイロットによるミニゲームが展開される（「神経衰弱」「絵合わせ」「指示された1枚の絵と同じものを見つける」の3種類）。
Mr.ドス(Mr.Dos)
声:ゲーリー・アンソニー(Gary Anthony)/吹き替え:飯島肇
きんきゅうしゅつどう隊のボス。一人称は「Mr.ドス」（任務伝達時に必ずOSOに自分の名前を名乗る）または「私」（こちらは稀）。
OSOが左手に装着している腕時計のような機器を通じて、彼に任務の詳細を伝える。
名前の由来は、彼がOSOと会話しているときに絶えず揺らぐ、機器の画面内にある2本線から来ているらしい（ドスとはスペイン語で「2」の意）。なお、ED字幕クレジットでは「Mr.」はなく単に「ドス」とだけ表記されている。
OSOの任務達成後に、彼に記念メダルを授与するが、これをどうやって用意しているかについても不明。
ウルフィー(Wolfie)
声:フィル・ルイス(Phill Lewis)/吹き替え:竹若拓磨→小森創介
狼のぬいぐるみ。一人称は「オレ」。
口癖は「素～晴らしい」（「素」は狼の遠吠えのように長く延ばす）。体色は水色。
訓練中はOSOを指導する立場であるが、部下(?)のOSOからはなぜかタメ口を受けている。番宣には出てこない。
ドッティー(Dotty)
声:アンバー・フッド(Amber Hood)/吹き替え:田村ゆかり（第1時節期部）→松久保いほ（第2時節期部）
チーターのぬいぐるみ（一見するとネコにもキツネにも見えるが、ディズニージュニア内の紹介ページではチーターという設定）。一人称は「あたし」。体色はオレンジ色。
肌にいくつかブチがある（この点が「ドッティー」という名前の由来）が、皮膚だけでなく彼女が利用するアイテムのいくつか（ヘルメットや愛用飛行機など）の表面にもやはりブチがある。
最初期にはウルフィーやブッフォーと交代でOSOを指導していたが、話数が進むにつれて彼ら2人と共同でOSOを指導する度合いが増えていった。
ブッフォー(Buffo)
声:ブラッド・ガレット(Brad Garrett) → ジェス・ハーネル(Jess Harnell)/吹き替え:飯島肇
水牛（但し公式サイトではライオンとなっている）のぬいぐるみ。
常に白衣を着ている。話す際に、時々イタリア語混じりの語彙が出てくる。
OSOから呼び捨てにされることが多いが、たまに「教授」または「ブッフォー教授」と呼ばれることがある。
ウルフィー＆ドッティーと異なり（この2人は野外を中心とした訓練でOSOを鍛える）、自作のメカを用いた訓練をOSOに課している。
ムサ(Musa)
リスのぬいぐるみだが、忍者風の衣装をまとっており、風と同程度に速く移動することができる。また彼は他の3人のきんきゅうしゅつどう隊と異なり、武器（竹槍）を常時装備していて、服装も2種以上ある。
常に寡黙である（ポーパイロットやMr.ドスでさえも彼の声を聴いたことはないらしい）ために、担当声優はいない。
第46話Bパートで初登場。
ワーリーバード(Whirlybird)
声:カム・クラーク(Cam Clarke)/吹き替え:藤原堅一
Mr.ドスから任務指示を受けたOSOを、現場（＝ゲストキャラの住んでいる家）まで運ぶヘリコプター。
OSOたちからフルネームで「ワーリーバード」と呼ばれることは稀で、たいていは「ワーリー」で通っている。
会話機能を備えているが、ほぼ毎回早とちりをしてしまい、OSOが完全にゲストキャラの家などに着かないうちに強制脱出装置などで彼を放っぽり出す悪い癖がある。
R.R.ラピード(R.R.Rapide)
声:カム・クラーク(Cam Clarke)/吹き替え:松原大典
訓練等で時々登場する、耳の付いた列車。第7話Aパートで初登場。
高速走行中は耳を収納する。フランス語を話す。
てんとう虫メカ(Shutterbug)
ゲストキャラの窮状を、専用衛星を通じてポーパイロットに伝える役割を果たしている。
普段活動しているのは1匹だけだが、予備として8匹ほどいるらしい（第25話Bパートより）。

### ゲストキャラ
ゲストキャラは、OSOが彼らの家に来たとき又は街中で出会ったとき（こちらは第1話Aパートのステイシーなど少数）OSOの身分又は名前を既に知っていて、必ず「あ～きんきゅうしゅつどう隊だー！」とか「OSOが来たー！」とか歓迎の声を挙げる。
彼らは1度登場すると原則的に再登場はない。但し、隠れキャラ的に再登場する場合がある（一例として、第2話Aパート登場のジェイクが第22話Aパートで1コマだけジョージーの応援をしていた）。また、特別編では通常エピソードでOSOが援助した子どもたち全員が、ウルフィーとドッティーの計らいできんきゅうしゅつどう隊本部に招待された。
各話でゲストキャラの窮状を「てんとう虫メカ」が察知し、それの見たままの光景がきんきゅうしゅつどう隊専用衛星を通じてポーパイロットに伝えられる。
一覧は下記参照。

## 通常のシリーズについて
1回の放送で、原則的に2つの小さいエピソードが含まれ、それらの放送時間は1回の放送で11分程度*2。
タイトルコールは毎回ポーパイロットが行うが、第25話Bパート『てづくりマフィン』・第51話Aパート『ははのひプレゼント』ではサブタイトルの字幕文字とポーパイロットの読み上げた文字が一致していない（後者は『てづくりのマフィン』・『ははのひのプレゼント』）。
※印の特別編『みんなでいわおう　ハッピー・ホリデー』は、クリスマスの時節にしか放送されない。このエピソードは１時間枠で放送されるため、表の第35・36話の所に位置させてある。

## 『3つのじゅんばん』一覧
下に掲げる表は、各エピソードでポーパイロットがOSOに与える3つの段階（エピソード中では『3つのじゅんばん』と称する）についての詳細である。

## ショートバージョン
2～3分程度の短編で、正式タイトルは「きんきゅうしゅつどう隊OSO　げんきのための3つのじゅんばん」である。
シリーズ物（＝本編）とは異なり「ゲストキャラが困難に直面するが、周りの人（たいていは親）の協力ですぐに困難を解決する」という内容。
その他にも、本編と比較して次のような相違点がある。
①ゲストキャラは実写映像で登場する。
②時間的な制約のために、OSOは現場まで直行してゲストキャラを手助けするということはない。
③ウルフィー・ドッティー・ブッフォーを指令室に呼び、OSOは彼らとともにゲストキャラの頑張りを見ているだけである。
④Mr.ドス・ワーリーバード・R.R.ラピード・ムサは登場しない。
⑤ポーパイロットが「今日の任務は○○よ」とOSOに伝えるシーン及び、それにちなんだ挿入歌はない。
下の表で、「元ネタ」とはここに挙げた各エピソードの原案的な本編エピソード番号を示している。
| 話数 | サブタイトル                     | サブタイトル（原題)     | げんきのための3つのじゅんばん                                           | 放送日        | 放送日         | ゲストキャラ名           | 元ネタ |
| ---- | -------------------------------- | ----------------------- | ----------------------------------------------------------------------- | ------------- | -------------- | ------------------------ | ------ |
| 1    | イチゴをつむ                     | Pick Strawberries       | 1: ???????????????????? 2: ???????????????????? 3: ???????????????????? | 2011年2月21日 | 2011年??月??日 | ハンナ                   | 16A    |
| 2    | パターゴルフ                     | Play Mini-Golf          | 1: ???????????????????? 2: ???????????????????? 3: ???????????????????? | 2011年2月27日 | 2011年??月??日 | イーサン                 | 30A    |
| 3    | おにごっこ                       | Play Tag                | 1: ???????????????????? 2: ???????????????????? 3: ???????????????????? | 2011年2月24日 | 2011年??月??日 | ソフィア、ジェイク、ベン | 39B    |
| 4    | からだにいいりょうりのちゅうもん | Order a Healthy Meal    | 1: ???????????????????? 2: ???????????????????? 3: ???????????????????? | 2011年2月25日 | 2011年??月??日 | エリザベス               | 46A    |
| 5    | わっかをまわす                   | Twirl a Hoop-a-Loop     | 1: ???????????????????? 2: ???????????????????? 3: ???????????????????? | 2011年2月28日 | 2011年??月??日 | マティー                 | 22B    |
| 6    | いしけり                         | Play Hopscotch          | 1: ???????????????????? 2: ???????????????????? 3: ???????????????????? | 2011年3月5日  | 2011年??月??日 | ルーカス                 | 20A    |
| 7    | サラダをつくる                   | Make a Salad            | 1: ???????????????????? 2: ???????????????????? 3: ???????????????????? | 2011年3月4日  | 2011年??月??日 | ニコライ、アンナ         | 2B     |
| 8    | なわとび                         | Jump Rope               | 1: ???????????????????? 2: ???????????????????? 3: ???????????????????? | 2011年2月14日 | 2011年??月??日 | マリア                   | 10A    |
| 9    | ボールなげ                       | Catch a Ball            | 1: ???????????????????? 2: ???????????????????? 3: ???????????????????? | 2011年2月20日 | 2011年??月??日 | ケンジ                   | 27B    |
| 10   | おちばそうじ                     | Rake Leaves             | 1: ???????????????????? 2: ???????????????????? 3: ???????????????????? | 2011年3月7日  | 2011年??月??日 | ミンジュン               | 8B     |
| 11   | ジュースのアイス                 | Make a Frozen Juice Pop | 1: ???????????????????? 2: ???????????????????? 3: ???????????????????? | 2011年3月6日  | 2011年??月??日 | アレハンドロ             | 17A    |
| 12   | キックスクーター                 | Ride a Scooter          | 1: ???????????????????? 2: ???????????????????? 3: ???????????????????? | 2011年2月26日 | 2011年??月??日 | カミーラ                 | 29A    |
| 13   | オレンジジュースをつくる         | Make Orange Juice       | 1: ???????????????????? 2: ???????????????????? 3: ???????????????????? | 2011年2月19日 | 2011年??月??日 | エマ                     | 31A    |
| 14   | ブランコ                         | Swing on a Swing        | 1: ???????????????????? 2: ???????????????????? 3: ???????????????????? | 2011年2月18日 | 2011年??月??日 | リーミン                 | 15B    |
| 15   | バスケットのシュート             | Shoot a Basketball      | 1: ???????????????????? 2: ???????????????????? 3: ???????????????????? | 2011年2月17日 | 2011年??月??日 | デイヴィッド             | 28B    |

## スタッフ

### 日本語版スタッフ
- 主題歌：小西のりゆき&OSO（萩道彦）・ポーパイロット（木村聡子）・Mr.ドス（飯島肇）
- 演出：平野智子
- 翻訳：いずみつかさ
- 音楽演出: 亀川浩末
- 録音制作: スタジオ・エコー